# 11703 Ґлассмен
11703 Ґлассмен (11703 Glassman) — астероїд головного поясу, відкритий 20 березня 1998 року.
Тіссеранів параметр щодо Юпітера — 3,407.